# Palazzo Geremia
Palazzo Geremia è un palazzo rinascimentale situato a Trento, in via Rodolfo Belenzani, costruito tra la fine del XV e l'inizio del XVI secolo per volere del mercante veronese Giovanni Antonio Pona, detto Geremia, riunendo più edifici di epoca precedente. Situato di fronte a Palazzo Thun, sede del municipio di Trento, oggi ospita la sala per le riunioni della Giunta Comunale e una sala per mostre.

## Storia
L'edificio è composto da tre volumi, dei quali i due più orientali di origini medievali, e quattro-cinquecentesco quello affacciato su via delle Orfane. Si trova una descrizione sommaria dell'edificio si trova nel testamento di Giovanni Antonio Pona, figlio di Geremia e Elisabetta Calepini, del 9 marzo 1526, dalla quale si può notare la presenza di tre corpi separati da due giardini, uno più grande e uno più piccolo, delle stalle, di un orto e di un cortile per il deposito del letame.
Dopo diverse successioni che videro il palazzo appartenente a un unico proprietario o diviso tra più proprietari appartenenti alla famiglia Pona, poco dopo il 1808 la casa passò alla famiglia de'Tevini. Dagli elenchi dell'anagrafe del 1845 risultava che nel palazzo vivevano venticinque persone: Matteo Tevini con la moglie e undici figli, alcuni servi con rispettive famiglie e don Simone Tevini, fratello di Matteo, con il suo servo. In un atto datato 20 ottobre 1880 risultava presente, nel cortile esterno, un pozzo in marmo con gli stemmi Poni, oggi scomparso. Il piano terra era collegato al primo piano tramite una scala lignea e una parte del piano terreno era utilizzato come rivendita di vino.
Dopo la vendita del palazzo alla famiglia Podetti, nel 1883 l'architetto Saverio Tamanini attuò un importante intervento di restauro che coinvolse soprattutto il corpo principale, alterando pesantemente l'aspetto interno dell'edificio. Questo nel 1912 fu offerto dalla famiglia Podetti al Comune di Trento per 160 000 corone. Il 1º aprile 1912 l'edificio fu acquistato dal Comune per 150 000 corone e all'ingegner Giorgio Ciani fu affidata la progettazione di alcuni interventi per adattare il palazzo alla sua futura funzione di biblioteca e museo. Nel 1914 l'architetto Umberto Albertini elaborò un nuovo progetto per l'allestimento di un lapidario al piano terra, del museo comunale e della biblioteca al primo piano, e di una pinacoteca al secondo piano. Questa soluzione, a causa della costruzione di tramezze e di altri interventi negli spazi interni, portò in breve tempo a creare inconvenienti strutturali.
Con l'avvento della prima guerra mondiale il Comune rinunciò all'inserimento nel palazzo di museo e biblioteca, e affittò gli ambienti alla Banca d'Italia. Nel 1920, a causa di una stufa malfunzionante accesa al piano terra dai soldati del corpo di guardia causò gravi danni alla facciata. Successivamente parte del palazzo fu affittata alla Cassa Nazionale per gli Infortuni sul Lavoro e il Comune fece operare alcuni interventi di ordinaria manutenzione.

### I restauri della facciata

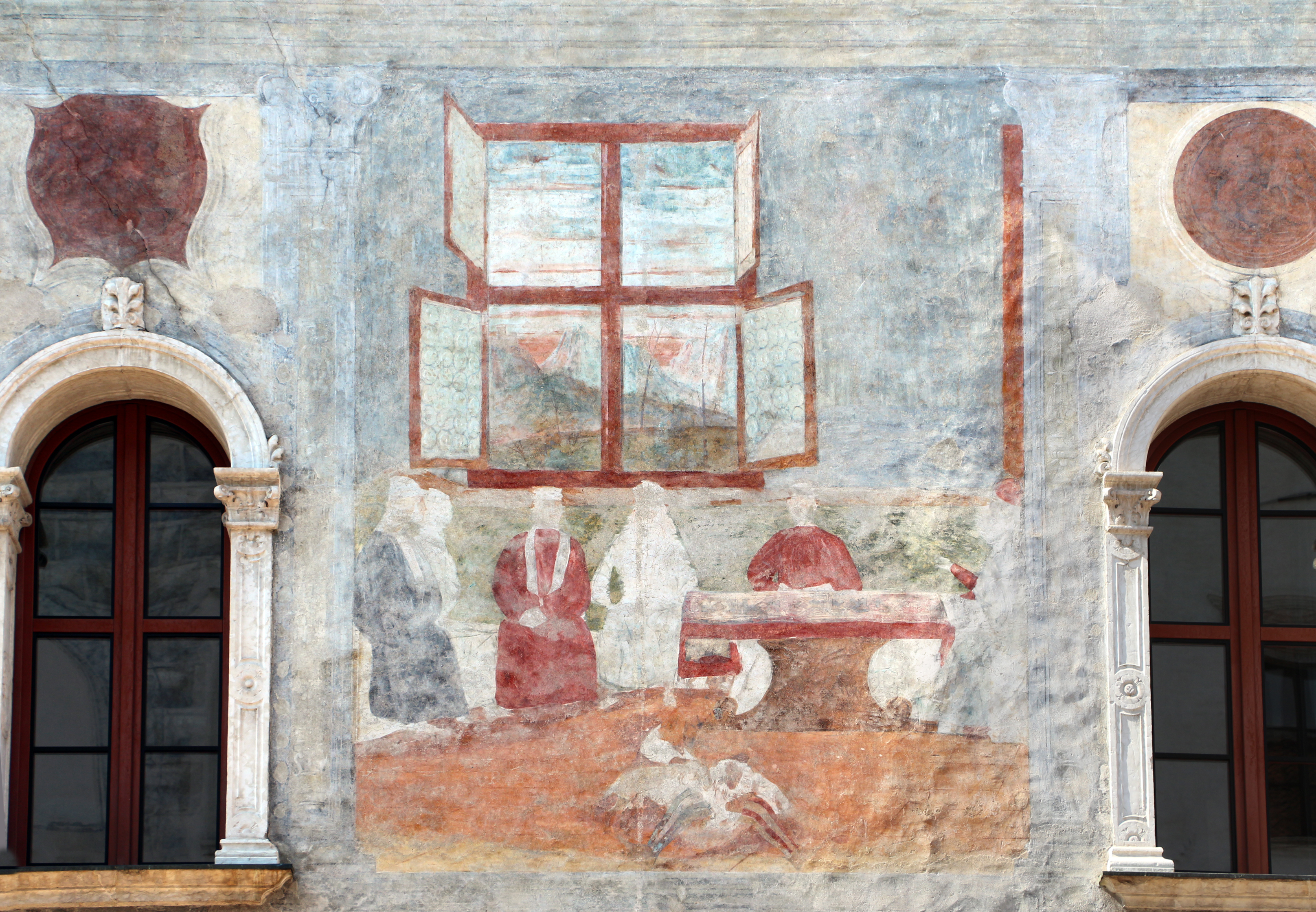
Particolare degli affreschi sulla parte sinistra del primo piano della facciata.

Nel 1929 la Sovrintendenza espresse preoccupazione al Comune di Trento per lo stato di degrado che interessava gli affreschi della facciata del palazzo. Nel 1940 iniziarono i restauri, durante i quali fu ripristinata la scala principale in pietra precedentemente smontata e alcune parti andate perdute furono rimpiazzate. Nel marzo 1941 si passò al restauro degli affreschi per opera di Arturo Raffaldini di Mantova, il quale andò ad integrare alcune scene andate perdute nel corso dei decenni.
La facciata nel 1959 necessitava di un nuovo restauro: i lavori furono affidati a Luigi Battisti e iniziarono a maggio 1960. Nel 1972, e ancor di più nel 1973, sulla facciata cominciarono a comparire efflorescenze saline che andarono ad intaccare nuovamente gli affreschi. Il 13 aprile 1973 fu chiamato il restauratore Carlo Andreani, che notò che gli interventi precedenti erano stati effettuati con della cera, che aggravò la situazione degli affreschi impedendo alle malte di respirare. Questo film di cera venne, dove possibile, rimosso, così come furono rimosse alcune ridipinture fissate con colla vinilica, mentre si consolidò il colore e si restaurarono le pitture.
Il terremoto del 1976 danneggiò  notevolmente il palazzo. Nuovi restauri della facciata furono affidati a Maria Chiara Stefanini e Maria Luisa Tomasi. Dopo i restauri del 1986-1993 il palazzo divenne sede di rappresentanza del Comune di Trento.

## Gli affreschi della facciata

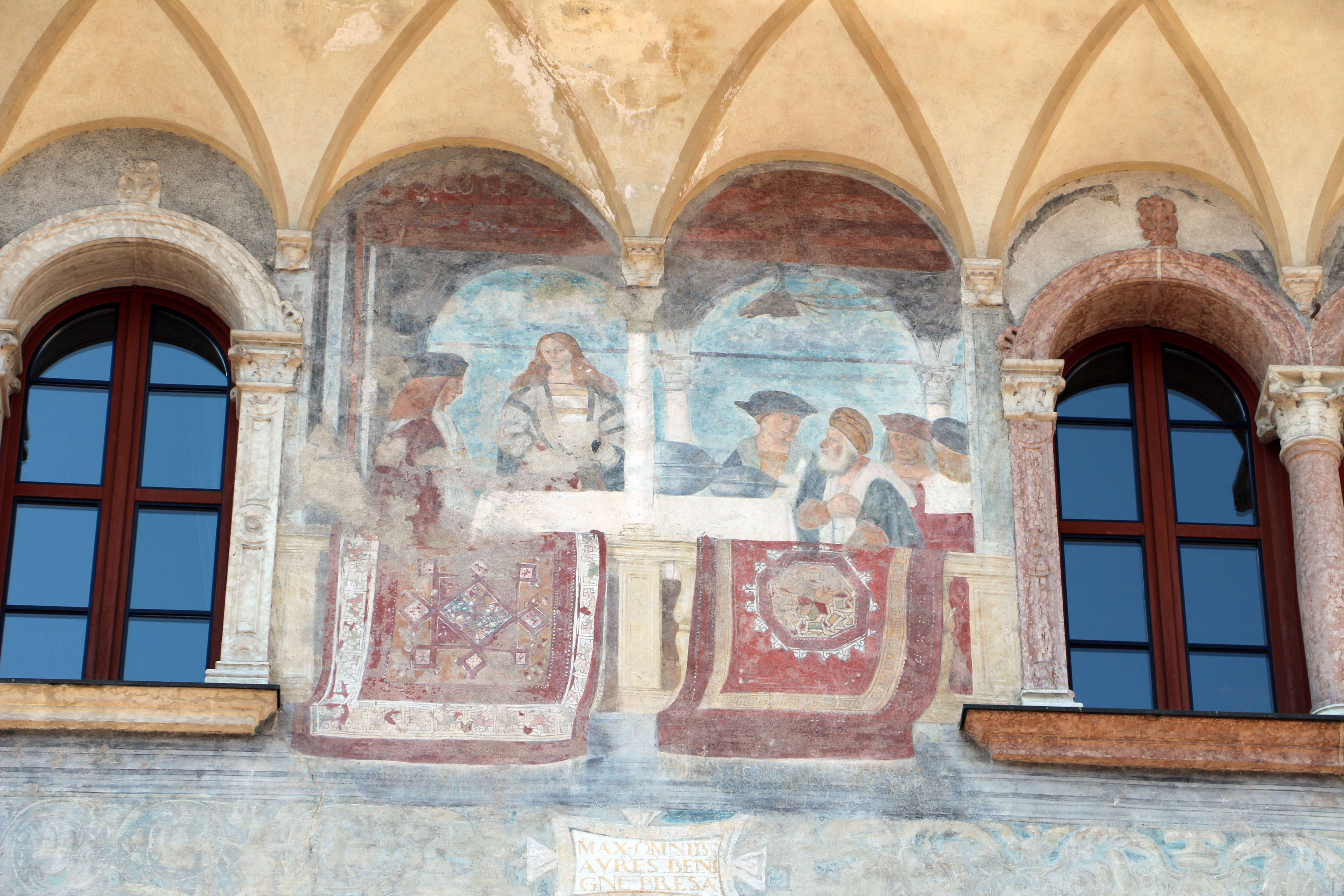
L'imperatore Massimiliano I d'Asburgo negli affreschi della facciata.

Il ciclo affrescato in facciata raffigura i successi della famiglia Geremia. Nella fascia superiore sono visibili alcune scene che raffigurano l'amicizia con Massimiliano I d'Asburgo, imperatore del Sacro Romano Impero, che in questi affreschi compare ben quattro volte, mentre riceve i nobili di Trento.
Si possono riconoscere altre figure nelle decorazioni pittoriche della facciata. Oltre agli stemmi delle famiglie che si sono susseguite nella proprietà del palazzo, nella fascia inferiore, a sinistra del portale d'ingresso, si trova una Ruota della Fortuna, sulla quale nel 1941 erano ancora leggibili alcune sentenze morali. 
Nella fascia centrale, sopra questa ruota, si trova un convivio di dignitari che osservano una lotta vittoriosa di un uomo contro un leone, simbolo di Venezia: l'uomo è probabilmente Giorgio di Pietrapiana, comandante delle truppe trentine che sconfissero i veneziani nella battaglia di Calliano nel 1487. Poco più a destra si trova dipinta la scena del sacrificio di Marco Curzio e, speculare, dall'altra parte rispetto al portone, è raffigurato Gaio Muzio Scevola. La quarta scena, ormai poco leggibile, raffigura probabilmente il Sacrificio di Lucrezia. Posto sopra il portale d'ingresso, a interruzione della fascia marcapiano, si trova la Madonna col Bambino tra San Giovanni Battista e Sant'Antonio abate, scena che fa riferimento ai santi protettori di Giovanni Antonio Pona, primo proprietario del palazzo.

### I tappeti dipinti

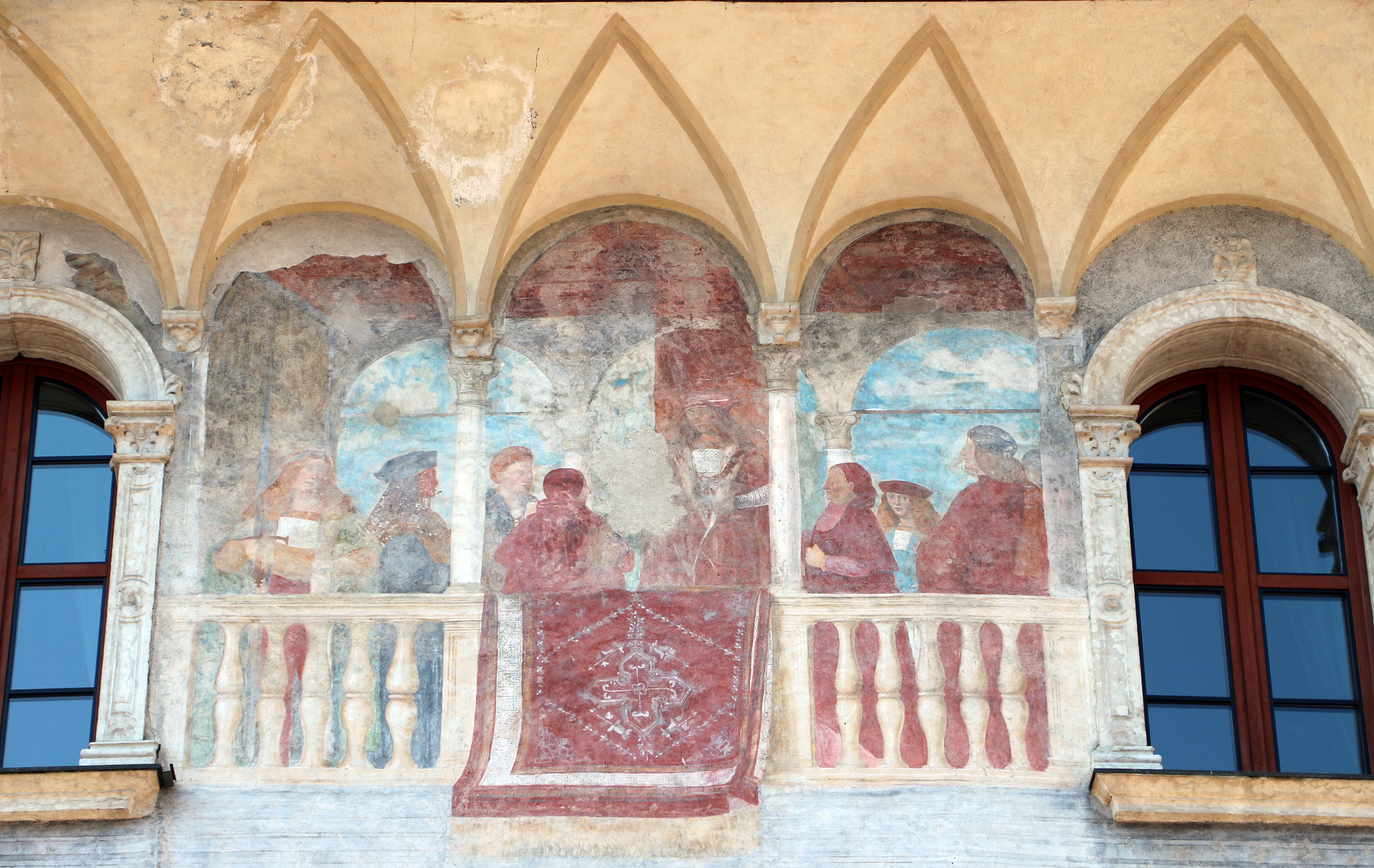
Il tappeto di sinistra nella fascia del terzo piano.

Molto particolare in questo ciclo di affreschi è la presenza di diversi tappeti, che a Trento erano spesso utilizzati per scopo decorativo a pavimento, a parete e per coprire i tavoli. Il primo tappeto, che si trova nell'affresco più a sinistra della fascia superiore, è riconducibile all'area della provincia di Konya, importante centro di commercio e rinomata sin dall'antichità per i suoi tappeti. Un tappeto con una bordatura simile a questa si ritrova in un dipinto di Sebastiano del Piombo, Ritratto del cardinale Bandinello Sauli del 1516 conservato presso la National Gallery of Art a Washington.
Il secondo tappeto è di più difficile identificazione, ma potrebbe essere riconducibile ad Ayvacık, località nei pressi di Troia. Il terzo tappeto, posto accanto al precedente, ha uno schema riconducibile agli esemplari tessuti nell'area di Konya. Il quarto tappeto sembra trovare riscontro nelle produzioni del distretto di Karşıyaka, o comunque dell'area caucasica. Il quinto tappeto è molto simile al terzo, così come il sesto, posto a destra nella fascia superiore della facciata. 
Il settimo tappeto, a differenza degli altri, non è steso sulla balaustra del loggiato dipinto, ma ricopre il tavolo attorno al quale stanno seduti gli ambasciatori veneziani. È poco leggibile, ma sembrerebbe un tappeto a capo unico con bordo esterno rosso e disegno a losanghe ricorrenti. Non è appurabile se questi tappeti furono realmente appartenuti alla famiglia Pona o se invece fossero stati tratti da disegni che il pittore aveva con sé durante l'esecuzione dei lavori.